# Xanthophytum grandiflorum
Xanthophytum grandiflorum är en måreväxtart som beskrevs av Axelius. Xanthophytum grandiflorum ingår i släktet Xanthophytum och familjen måreväxter. Inga underarter finns listade i Catalogue of Life.